# سيارة مدينة

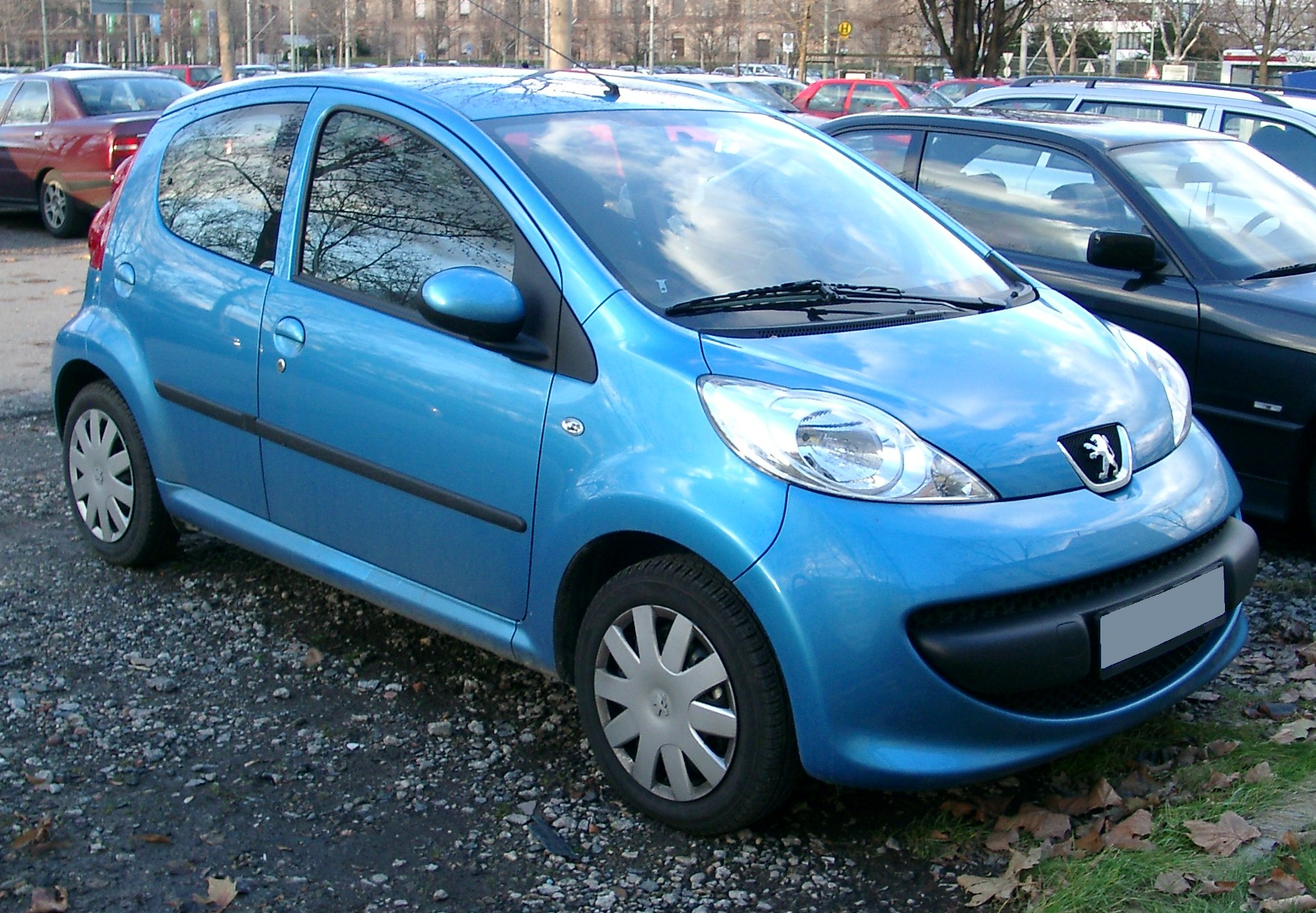
بيجو 107

سيارة مدينة أو سيارة المدينة أو سيارة حضرية , هي سيارة صغير الحجم معدة خصيصا للاستخدام في المدن والمناطق الحضرية.
تباع سيارات المدينة في جميع أنحاء العالم، وتوجد عادة هذه الفئة من السيارات في تشكيلة معظم مصنّعي السيارات . وتتميز هذه الفئة بصغر حجمها وقلة استهلاكها للوقود وسرعتها المناسبة للمدينة وانخفاض سعرها. وكانت أول سيارة من هذه الفئة قد صنعت في أمريكا في نهاية أربعينيات القرن الماضي وهي كروسلي.
أمثلة عن هذه الفئة:
- كيا بيكانتو
- بيجو 107
- تويوتا أيجو
- سمارت فورتو

## مواضيع متعلقة
- تصنيف السيارات